# Contenedor (tipo de dato abstracto)
En programación orientada a objetos, un container es un delimitador abstracto, es decir, un objeto que contiene otros objetos que pueden ser incluidos o eliminados dinámicamente (durante el tiempo de ejecución), a diferencia de lo que ocurre en una composición en la que esta relación se fija durante el tiempo de compilación.

## Container Java Enterprise Edition
En Java EE, el «contenedor» provee los componentes construidos como servlets (contenedor para aplicaciones web) o EJBs (contenedor para componentes de negocio). Un ejemplo de contenedor para web es el Tomcat. Cuando una aplicación web realiza una solicitud para un servlet, el servidor no entrega la solicitud directamente al servlet, sino al contenedor que contiene el servlet. El contenedor maneja el ciclo de vida, soporta el subproceso, seguridad, y soporte para páginas JSP, en el caso de los contenedores web.
- Datos: Q48785012